# Miranda Veljačić
Miranda Veljačić, hrvaška arhitektka, raziskovalka in kulturna delavka, * 1976, Zagreb, Hrvaška.
Je soustanoviteljica, koordinatorka in sedanja predsednica Platforme 9,81, ene najstarejših nevladnih organizacij, ki se osredotoča na arhitekturne raziskave in prakse v zvezi z alternativno kulturo in kulturo mladih, aktivizmom, urbanizmom in modno dediščino.
Veljačićeva je bila urednica dveh glavnih hrvaških arhitekturnih revij, Oris in Čovjek i prostor. Leta 2015 je predstavljala Hrvaško na Beneškem bienalu arhitekture skupaj z Dinkom Peračićem, Emino Višnić in Slavenom Toljem.

## Življenjepis
Leta 1999 so Veljačićeva, Dinko Peračić in Marko Sančanin še kot študentje v Zagrebu ustanovili združenje za arhitekturne raziskave Platforma 9,81, ki je rezultat njihovega dela z Evropskim združenjem študentov arhitekture. Miranda Veljačićeva je leta 2002 diplomirala na Arhitekturni fakulteti v Zagrebu.
Od leta 2003 živi in dela v Splitu z možem Dinkom Peračićem in dvema otrokoma.

## Strokovno delo
Leta 1999, ko je bila še študentka, je Veljačićeva skupaj z Dinkom Peračićem in Markom Sančaninom ustanovila združenje za arhitekturne raziskave pod imenom Platforma 9,81, katerega koordinatorka je in sedanja predsednica. Platforma 9,81 je sestavljena iz hrvaške skupine arhitektov, teoretikov, oblikovalcev in urbanistov ter deluje kot nevladna organizacija z namenom spodbujati interdisciplinarne razprave o urbanih prostorih, globalizaciji in arhitekturnih praksah. Njihove raziskave so dokumentirane na spletu, poleg tega so bile leta 2004 objavljene v publikaciji Superprivate. Leta 2011 je kolektiv sodeloval na razstavi Arhipelag sodobne umetnosti, programu del na kraju samem v arhipelagu Turku na Finskem.
Leta 2006 je postala članica predsedstva Združenja arhitektov Splita in članica programskega odbora multimedialnega kulturnega centra v Splitu. Dela na raziskavah, elaboratih za ohranjanje-zaščito in promocijo modernističnih arhitekturnih draguljev, kot je Senatorij na Krvavici, avtorja Rikarda Marasovića. Leta 2009 je za projekt revitalizacije Mladinskega centra v Splitu, ki ga je izvedla skupaj z Dinkom Peračićem, prejela nagrado Salon arhitekture. S tem projektom sta Veljačićeva in Peračić zaključila dela na tej monumentalni stavbi, ki jih je v 70. letih začel arhitekt Frane Grgurević. Stavbe niso nikoli dokončali, ker se bilo kulture ni več finansiralo; objekt jo je skotiralo več skupin in arhitekti so 12 let dolgo so stavbo preoblikovali, da bi dobila nov, funkcionalen namen.
Leta 2016 je Veljačićeva, skupaj z Dinkom Peračićem, Emino Višnić in Slavenom Toljem zastopala Hrvaško na Beneškem bienalu arhitekture. Njihov skupni projekt "rabimo - to storimo" je bil dokumentiran v katalogu POROČANJE PRED FRONT s prispevkom o projektu z naslovom "to potrebujemo - to storimo" - politične pragmatike in utopije" in s publikacijo WE NEED IT – WE DO IT po naročilu Ministrstva za kulturo Republike Hrvaške. Publikacija obravnava nekaj drugih projektov Veljačićeve in drugih arhitektov na bienalu. Leta 2018 je projekt prejel veliko nagrado 53. zagrebškega salona arhitekture.
Veljačićeva pogosto sodeluje na mednarodnih in lokalnih umetniških prireditvah s predstavitvami svojih del, najpogosteje v sodelovanju z Dinkom Peračićem.